# Архиепархия Кардиффа
Архиепархия Кардиффа — римско-католическая митрополия с центром в городе Кардифф, столице Уэльса. В митрополию Кардиффа входят епархии Меневии, Рексема. Кафедральным собором является базилика Святого Давида в Кардиффе. 
В настоящий время кафедру архиепархии Кардиффа с 20 июня 2011 года занимает Джордж Стек.

## История
3 июля 1840 года папа Григорий XVI издал бреве Muneris Apostolici, которым учредил апостольский викариат Уэльса, выделив его из апостольского апостольского викариата Западного округа (сегодня — епархия Клифтона). 
29 сентября 1850 года папа Пий IX выпустил бреве Universalis Ecclesiae, которым передал часть территории апостольского викариата Уэльса в пользу возведения новой Епархия Шрусбериепархии Шрусбери. В этот же день апостольский викариат Уэльса был преобразован в епархию Ньюпорта и Миневии, которая вступила в митрополию Вестминстера.
В 1895 году епархия Ньюпорта и Миневии передала часть своей территории для возведения апостольского викариата Уэльса (сегодня — епархия Миневии) и одновременно была переименована в епархию Ньюпорта.
28 октября 1911 года епархия Ньюпорта вошла в митрополию Бирмингема.
7 февраля 1916 года папа Бенедикт XV издал буллу Cambria celtica gentis, которым возвёл епархию Ньюпорта в ранг архиепархии. В связи с тем, что кафедра новой архиепархии была переведена в город Кардифф, архиепархия Ньюпорта была переименована в архиепархию Кардиффа.   

## Статистика
Площадь архидиоцеза составляет 3,064 км² и включает весь Уэльс и частично Англию, а именно графства: Монмутшир, Херефордшир и частично Гламорган . Архидиоцез насчитывает 74 прихода.

## Ординарии архиепархии
- епископ Томас Джозеф Браун OSB[2] (5.06.1840 — 12.04.1880);
- епископ Джон Катберт Хидли OSB (18.02.1881 — 11.11.1915);
- архиепископ Джеймс Романус Билсброу OSB (7.02.1916 — 16.12.1920);
- архиепископ Фрэнсис Мостин (7.03.1921 — 25.10.1939);
- архиепископ Майкл Джозеф Макгрейт (20.06.1940 — 28.02.1961);
- архиепископ Джон Алозиус Мёрфи (22.08.1961 — 25.03.1983);
- архиепископ Джон Алозиус Уард OFMCap (25.03.1983 — 26.10.2001);
- архиепископ Питер Смит (26.10.2001 — 30.04.2010) — назначен архиепископом Саутворка;
- архиепископ Джордж Стек (19.04.2011 — по настоящее время).